# 圓寶
圓寶（2020年6月28日－）是一只雌性大熊貓，出生于台灣臺北市立動物園，父母分別為團團和圓圓，是第二隻在台灣出生的大熊貓。

## 健康狀況
- 2020年6月28日，體重是186公克。乳名「柔柔」（因身材圓滾滾，且個性遺傳到爸爸團團，動作較為輕柔，諧音也有「肉肉」之意）[3]。
- 2020年10月5日，動物園表示，「圓寶」今天99日齡，體重6,063公克，現正努力練習走路，由於後腳還不太有力，雖想自行前進，仍有些力不從心，心急時甚至會用頭作為平衡點向前滑行，身上的白毛在地上擦過後瞬間變成灰色[4]。
- 2020年10月12日，今日邁入105日齡，體重6,682公克，三天國慶連假期間，「圓寶」可沒閒著，這幾天一直很努力地練習走路，現在已經可以用四肢撐起身體，正式揮別「拖把熊」的行列，即使走得搖搖晃晃，沒幾步就會不小心跌倒或坐下來休息，但還是抵擋不了想要在育兒室探索的興奮心情[5]。